# 陳明澤
陳明澤（1963年11月9日—），民主進步黨籍高雄市議員，高雄市湖內區人。

## 經歷
1963年於高雄縣湖內鄉（今高雄市湖內區）出生。
曾擔任台南證券董事、台南市證券投資人協會理事長。

### 爭議
2016年9月1日，高雄地檢署在陳明澤湖內區服務處後方鐵皮屋發現大型天九牌職業賭場，陳明澤連同蔡姓賭場負責人被移送法辦；因屋主、地主都是陳明澤，高雄地檢署複訊後，將陳明澤依意圖營利、提供賭博場所等罪嫌，以新臺幣十萬元交保候傳。2016年10月5日，民進黨中執會決議，將陳明澤移送中評會議處。2016年10月13日，民進黨發言人邱莉莉說，本月12日中評會討論陳明澤涉賭案，會中決議陳明澤停權1年；而陳明澤聽到這樣的懲處結果，也說他會以高道德標準自我要求，即日起辭去中評委。